# Андрей Мрый
Андрей Антонович Шашале́вич (известен под псевдонимом Андрей Мрый, бел. Андрэй Антонавіч Шашалевіч; 13 сентября 1893, село Палуж Могилёвской губернии Российской империи (сейчас — Краснопольский район Могилёвской области) — 8 октября 1943, Мурманская область, РСФСР, СССР) — белорусский писатель, журналист и переводчик.

## Биография
Родился в семье волостного писаря. Брат драматурга Василия Шашалевича. 
В 1914 году окончил Могилёвскую духовную семинарию, продолжил учёбу в Киевской духовной академии. В 1916 году мобилизован в школу прапорщиков, служил в 94 полку. С 1918 года — в Красной армии, командир роты. С 1921 года работал учителем истории и французского языка в Краснополье. Создатель (вместе с братом и зятем) первого местного народного театра, издатель рукописного журнала «Пралеска». Занимался также сбором этнографического материала. Публиковался с 1924 года в газетах «Савецкая Беларусь», «Голас беларуса», «Узвышша» и «Чырвоны сейбіт» (Красный сеятель). С 1926 года — в Минске. Работал в журнале «Наш край» и в Центральном бюро краеведения БССР, а в 1933 году стал стиль-редактором центральной газеты «Звязда».
В 1929 году опубликовал своё наиболее известное произведение — сатирический роман «Записки Самсона Самосуя». «Записки» написаны от лица руководителя культотдела райисполкома Самсона Самосуя, отсутствие компетентности которого компенсируется необычайной активностью в области организации культуры. Самосуй организовывает абсурдные культурные мероприятия, стараясь в кратчайший срок «поднять уровень культуры» в районе, параллельно стремясь во что бы то ни стало наладить свою личную жизнь. В конце романа после обнаружения в районе селения «троглодитов» и скандальной театральной постановки некомпетентного Самосуя повышают и переводят в окружной культотдел. Советская критика заклеймила «Записки» как «злобный пасквиль на советскую действительность». Полностью роман был опубликован только в 1988 году, а вскоре после этого был экранизирован.
21 февраля 1934 года был арестован в Минске по делу краснопольских учителей. 26 марта 1934 года осуждён как «член антисоветской контрреволюционной организации» и по подозрению в шпионаже. Находился в ссылке в Караганде, Вологде, Мурманске. В Мурманске работал учителем литературы в одной из средних школ. 2 июня 1940 года был вновь арестован и вскоре отправлен в Усть-Вымский лагерь Коми АССР. Из лагеря написал несколько писем И. Сталину, на которые, однако, не получил ответа. 1 марта 1943 года медицинской комиссией признан инвалидом и 8 октября умер (по некоторым сведениям, 23 сентября был освобождён). Реабилитирован 15 января 1957 года.